# 1D-1-guanidino-3-amino-1,3-didezoksi-scilo-inozitol transaminaza
1-1-guanidino-3-amino-1,3-didezoksi-scilo-inozitol transaminaza (EC 2.6.1.56, guanidinoaminodidezoksi-scilo-inozitol-piruvatna aminotransferaza, L-alanin-N-amidino-3-(ili 5-)keto-scilo-inozaminska transaminaza) je enzim sa sistematskim imenom 1D-1-guanidino-3-amino-1,3-didezoksi-scilo-inozitol:piruvat aminotransferaza. Ovaj enzim katalizuje sledeću hemijsku reakciju
1-1-guanidino-3-amino-1,3-didezoksi-scilo-inozitol + piruvat {\displaystyle \rightleftharpoons } 1-1-guanidino-1-dezoksi-3-dehidro-scilo-inozitol + L-alanin
L-glutamat i L-glutamin takođe mogu da deluju kao amino donori.

## Literatura
- Nicholas C. Price; Lewis Stevens (1999). Fundamentals of Enzymology: The Cell and Molecular Biology of Catalytic Proteins (Third изд.). USA: Oxford University Press. ISBN 019850229X.
- Eric J. Toone (2006). Advances in Enzymology and Related Areas of Molecular Biology, Protein Evolution (Volume 75 изд.). Wiley-Interscience. ISBN 0471205036.
- Branden C; Tooze J. Introduction to Protein Structure. New York, NY: Garland Publishing. ISBN 0-8153-2305-0.
- Irwin H. Segel. Enzyme Kinetics: Behavior and Analysis of Rapid Equilibrium and Steady-State Enzyme Systems (Book 44 изд.). Wiley Classics Library. ISBN 0471303097.

## Spoljašnje veze
- 1D-1-guanidino-3-amino-1,3-dideoxy-scyllo-inositol+transaminase на 